# Karen Thorpe
Karen Thorpe – australijska judoczka.
Srebrna i brązowa medalistka mistrzostw Oceanii w 1983. Wicemistrzyni Australii w 1981, 1985 i 1987 roku.